# شيريل سابان
شيريل سابان (بالإنجليزية: Cheryl Saban)‏ (30 أبريل 1951، سان دييغو في الولايات المتحدة)؛ كاتِبة مُتخصِّصة في أدب الأطفال وروائية أمريكية.

## روابط خارجية
- شيريل سابان على موقع IMDb (الإنجليزية)
- شيريل سابان على موقع ميوزك برينز (الإنجليزية)
- شيريل سابان على موقع إن إن دي بي (الإنجليزية)
- شيريل سابان على موقع ديسكوغز (الإنجليزية)